# Jeriel Dorsett
Jeriel Dorsett (Enfield, 4 maggio 2002) è un calciatore montserratiano con cittadinanza britannica, difensore del Reading e della nazionale montserratiana.

## Carriera

### Club
Ha giocato nella prima divisione scozzese con il Kilmarnock e nella seconda divisione inglese con il Reading.

### Nazionale
Ha giocato nelle nazionali giovanili inglesi Under-17 ed Under-18.
Ha esordito in nazionale con Montserrat nel 2023.